# 10857 Блютнер
10857 Блютнер (10857 Blüthner) — астероїд головного поясу, відкритий 5 березня 1995 року.
Тіссеранів параметр щодо Юпітера — 3,516.